# هلمویل (مونتانا)
هلمویل (به انگلیسی: Helmville) یک منطقهٔ مسکونی در ایالات متحده آمریکا است که در مونتانا واقع شده‌است. هلمویل ۱٬۳۱۳٫۰۹ متر بالاتر از سطح دریا قرار دارد.